# Fécondation humaine

La réaction de dissolution au niveau de l'acrosome chez un œuf d'oursin est un processus similaire à celui intervenant chez l'homme.

La fécondation humaine est l'union d'un ovule et d'un spermatozoïde, se produisant principalement dans l'ampoule de la trompe de Fallope. Le résultat de cette union conduit à la production d’un œuf fécondé appelé zygote, initiant le développement embryonnaire. Les scientifiques ont découvert la dynamique de la fécondation humaine au XIXe siècle.
Le processus de fécondation implique la fusion d’un spermatozoïde avec un ovule. La séquence la plus courante commence par l'éjaculation lors du rapport sexuel, suivie par l'ovulation et se termine par la fécondation. Diverses exceptions à cette séquence sont possibles, notamment l'insémination artificielle, la fécondation in vitro, l'éjaculation externe sans copulation ou la copulation peu après l'ovulation,.

## Déroulement
Le spermatozoïde doit d'abord atteindre la zone pellucide entourant l'ovocyte en traversant la masse du cumulus. Le mouvement hyperactivé (acquis après la capacitation) du spermatozoïde suffit.
Le spermatozoïde et l'ovocyte se reconnaissent comme compatibles, de la même espèce. Cette reconnaissance est effectuée grâce à des protéines membranaires ZP3 de nature glycoprotéique et constituant la zona. Les expériences ont tout de même montré qu'une fécondation entre deux espèces différentes n'était pas possible, du fait de la spécificité de la glycoprotéine ZP3 (spécifique pour une espèce donnée, la partie protéique étant très conservée au cours de l'évolution) intervenant dans le processus de fécondation, une séquence particulière de résidus sucrés appelée Sialyl-LewisX situé à l'extrémité des chaines oligosaccharidiques des glycoprotéines ZP. Ce mécanisme de reconnaissance spécifique est surtout utile pour les animaux à fécondation externe, comme certains poissons ou batraciens : la femelle pond ses œufs dans le milieu, et le mâle vient y déposer son sperme. La liaison entre le spermatozoïde et la et ZP3 ce fait via la protéine de surface du spermatozoïde SED1.
Il se produit alors une réaction acrosomique, qui va « dissoudre » la zone pellucide via la libération d'enzymes cataboliques et permettre le passage du gamète mâle (bien que le mouvement hyperactivé du flagelle du spermatozoïde soit plus important que la réaction acrosomique lors de la traversée de la zone pellucide), jusqu'à la membrane plasmique de l'ovocyte. Une fois que le spermatozoïde a franchi la zone pellucide, les membranes cellulaires des deux cellules fusionnent. Cette fusion est permise par la protéine transmembranaire CD9, IZUMO1 et JUNO et d'autres facteurs telles que la superfamille ADAM. Juno se situe sur la membrane plasmique de l'ovocyte. Cette protéine est le récepteur d'Izumo1, qui est porté par la membrane cytoplasmique de la tête des spermatozoïdes. La fusion des deux cellules entraîne une onde calcique, qui a pour conséquence l'extrusion de granules corticaux dans l'espace périvitellin, chargés de lysosomes, transformant les glycoprotéines ZP2 en ZP2F, incapables de se lier au spermatozoïde. Ce mécanisme permet le blocage à la polyspermie, c'est-à-dire l'assurance qu'un seul spermatozoïde fécondera l'ovule. Toutes les mitochondries du spermatozoïde sont détruites ainsi que les constituants du flagelle.
Reprise de la méiose pour l'ovocyte : celui-ci était bloqué en métaphase II avant l'ovulation. Il finit donc sa deuxième division de méiose et expulse son deuxième globule polaire. Une fois cette étape terminée, on trouve dans l'ovocyte deux noyaux, appelés pronuclei : le pronucleus femelle et le pronucleus mâle (provenant du spermatozoïde). On peut alors parler de zygote et non plus d'ovocyte.

## Âge de fécondation
La fécondation est l'événement le plus couramment utilisé pour marquer le début de la vie, dans les descriptions du développement prénatal de l'embryon ou du fœtus. L’âge qui en résulte est appelé âge de fécondation, âge de conception, âge embryonnaire, âge fœtal ou âge de développement (intra-utérin) (DIU).
L’âge gestationnel, en revanche, prend comme point de départ le début des dernières règles. Par convention, l'âge gestationnel est calculé en ajoutant 14 jours à l'âge de fécondation et vice versa. La fécondation se produit cependant généralement dans la journée suivant l'ovulation, qui, à son tour, se produit en moyenne 14,6 jours après le début de la menstruation précédente. Il existe également une variabilité considérable dans cet intervalle, avec une intervalle de fluctuation de l'ovulation de 95 % de 9 à 20 jours après la menstruation, même pour une femme moyenne qui a un temps moyen entre les dernières règles et l'ovulation de 14,6. Dans un groupe de référence représentant toutes les femmes, l'intervalle de prédiction de 95 % entre les dernières règles et l'ovulation est de 8,2 à 20,5 jours.
Le délai moyen jusqu'à la naissance a été estimé à 268 jours (38 semaines et deux jours) à compter de l'ovulation, avec un écart type de 10 jours ou un coefficient de variation de 3,7 %.
L’âge de fécondation est parfois également utilisé après la naissance pour estimer divers facteurs de risque. Par exemple, c'est un meilleur prédicteur que l'âge postnatal du risque d'hémorragie intraventriculaire chez les bébés prématurés traités par oxygénation par membrane extracorporelle.

## Maladies
Divers troubles peuvent résulter de défauts dans le processus de fécondation. Que cela se traduise par le processus de contact entre le spermatozoïde et l'ovule, ou par l'état de santé du parent biologique porteur de la cellule zygote. Voici quelques-unes des maladies qui peuvent survenir et être présentes au cours du processus.
- Polyploïdies, qui peuvent être causé par polyspermie (on parle de diandrie) ou non expulsion du 1er ou 2er globule polaire (on parle alors de digynie).
- Aneuploïdies, qui s'opposent à « euploïdies » (nombre normal de chromosome) et désignent une anomalie du nombre de chromosomes. Ce sont les déficits (monosomie) ou excès (par exemple la trisomie 21) de chromosomes.
- Le Syndrome de Stein-Leventhal est une affection dans laquelle la femme ne produit pas suffisamment d’hormone folliculo-stimulante et produit excessivement des androgènes. Cela entraîne le report ou l'exclusion de la période d'ovulation entre le contact de l'ovule[17].
- La sténose tubaire bilatérale, elle se caractérise par la réduction de la perméabilité des trompes de Fallope, bloquant le passage des spermatozoïdes vers l’ovule[17]
- Les troubles du système endocrinien affectent la fertilité humaine en diminuant la capacité du corps à produire le niveau d'hormones nécessaire pour réussir à transporter un zygote. Des exemples de ces troubles comprennent le diabète, les troubles surrénaliens et les troubles de la thyroïde[17].
- L'endométriose est une maladie qui affecte les femmes dans laquelle les tissus normalement produits dans l'utérus se développent à l'extérieur de l'utérus. Cela entraîne des douleurs et un inconfort extrêmes et peut entraîner un cycle menstruel irrégulier[17].

## Contraception
Différentes méthodes contraceptives peuvent empêcher la fécondation. Les dispositifs agissant au niveau du vagin sont utilisés ponctuellement pour un rapport sexuel. Ce sont le préservatif masculin ou féminin, le spermicide, le diaphragme et la cape cervicale. En dehors du spermicide, ils ont une action purement mécanique. Le préservatif et le spermicide sont à usage unique, tandis que le diaphragme et la cape cervicale sont réutilisables pendant plusieurs années.